# Eus
Eus (IPA: ['ɛws], igual, oficialment, en francès) és una comuna nord-catalana de la comarca del Conflent. Es va formar per la unió de l'antic terme d'Eus amb el de Coma; per això se'l va anomenar inicialment Eus i Coma. Recentment, el nucli de Coma s'ha despoblat del tot. Els seus habitants també en són anomenats lluerters.

## Etimologia
Tal com explica Joan Coromines en el Onomasticon Cataloniae, el nom d'Eus prové de la contracció del llatí ilex (alzina), en la seva variant elice, del llatí vulgar, d'on va passar a Eliz, després a Elz i posteriorment a Eus.

## Geografia

### Localització i característiques generals del terme

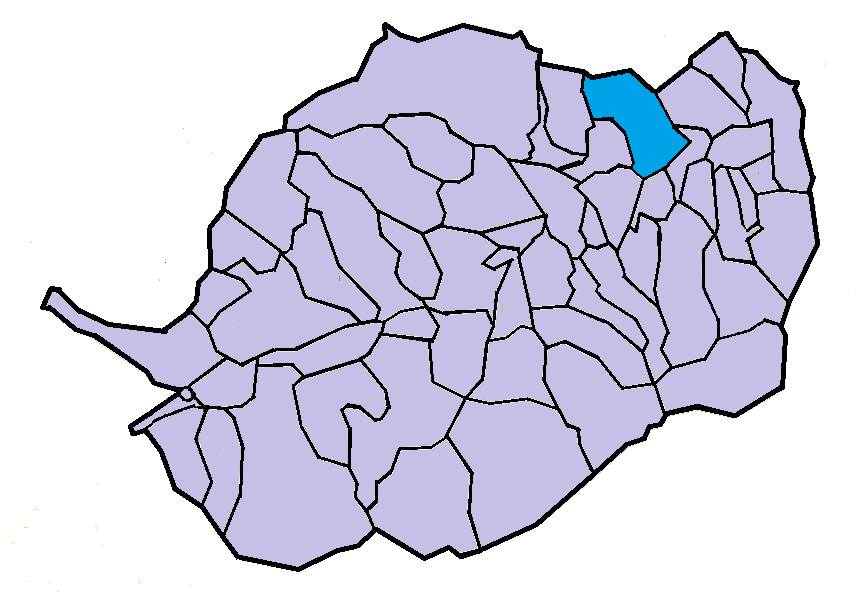
Situació de la comuna d'Eus en el Conflent

El terme comunal d'Eus, de 200.800 hectàrees d'extensió, està situat a la vall de la Tet, sobretot a l'esquerra del riu, però amb una part significativa a la dreta, a pocs quilòmetres al nord-est de Prada. Situat a la dreta de la N-116 (en direcció a Prada), són nombrosos els automobilistes que s'aturen al voral de la carretera per fotografiar el caràcter pintoresc d'aquest poble penjat a la roca; geològicament, pertany al massís granític de Queragut i Millars. Està situat a l'extrem nord-est de la zona central de la comarca, limítrof amb la comarca occitana de la Fenolleda.
El terme està format bàsicament per cinc petites valls paral·leles que davallen de nord-oest a sud-est fins a la Tet, des de la carena que separa Eus de Sornià i Campossí; i, per tant, el Conflent de la Fenolleda; i, en conseqüència, els Països Catalans d'Occitània. En aquesta carena destaquen, de ponent a llevant, el Coll del Trivi (a 1.097,2 m alt), l'Estanyol (de 1.157,6), la Roca Gelera (de 1.101,3); i, ja cap al sud-est, el turó on hi ha les antenes de radiotelefonia i televisió; el Coll de Roca Gelera (a 989,7) i el Pic de Bau (a 1.014,4). Davallant per aquest coster, les restes del poble de Coma són a 758,5 m alt, Eus a 380,5, i la Tet, a l'extrem sud-oriental del terme, a 244, en el lloc que representa el punt més baix del terme comunal.

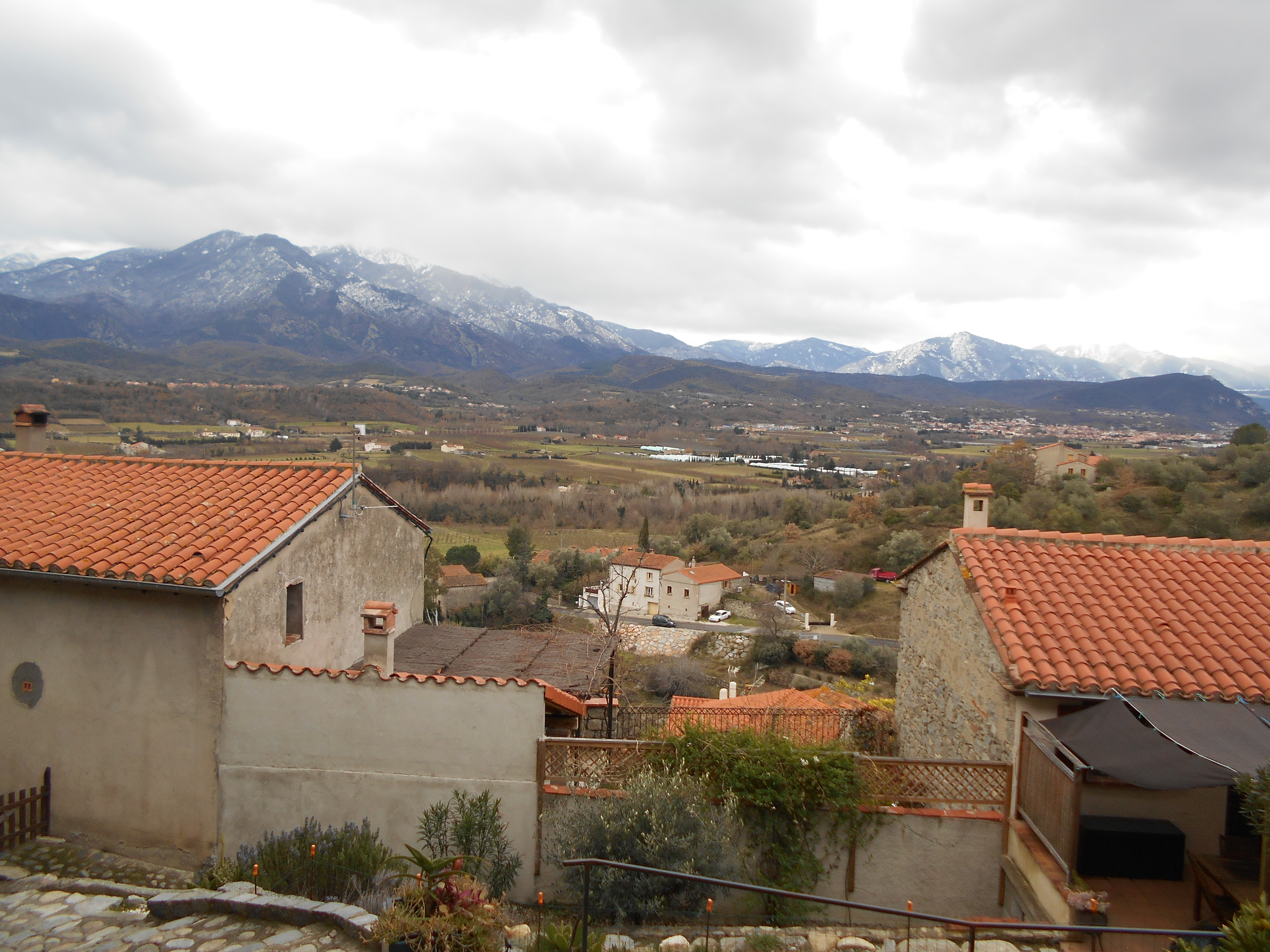
Al fons, zona del Lliscó, des del poble d'Eus

Encara, el terme comunal d'Eus té un fragment important de la riba dreta de la Tet —encaixada entre els termes de Marqueixanes, els Masos, Prada i Catllà—, que constitueix la zona més important del terme pel que fa a la producció agrícola; i, per tant, l'activitat humana i econòmica dels eusenencs. El travessen, pel bell mig, la via del ferrocarril i la carretera N - 116 (Perpinyà - la Guingueta d'Ix), una de les més importants de la Catalunya del Nord, ja que uneix Perpinyà i la plana del Rosselló, amb el Conflent, que travessa de cap a cap, i amb la Cerdanya. En aquesta zona hi havia hagut el vilatge anomenat Lliscó o Cavallera, segons un altre document. És el lloc on el Lliscó (curs d'aigua amb el mateix nom del poblat que hi havia hagut) s'atansa a la seva confluència en la Tet.
Termes municipals limítrofs:
| Sornià (Fenolleda) | Campossí (Fenolleda) | Arboçols     |
| Molig / Catllà     |                      | Marqueixanes |
| Prada              | Els Masos            |              |

### Antic terme d'Eus

#### El poble d'Eus

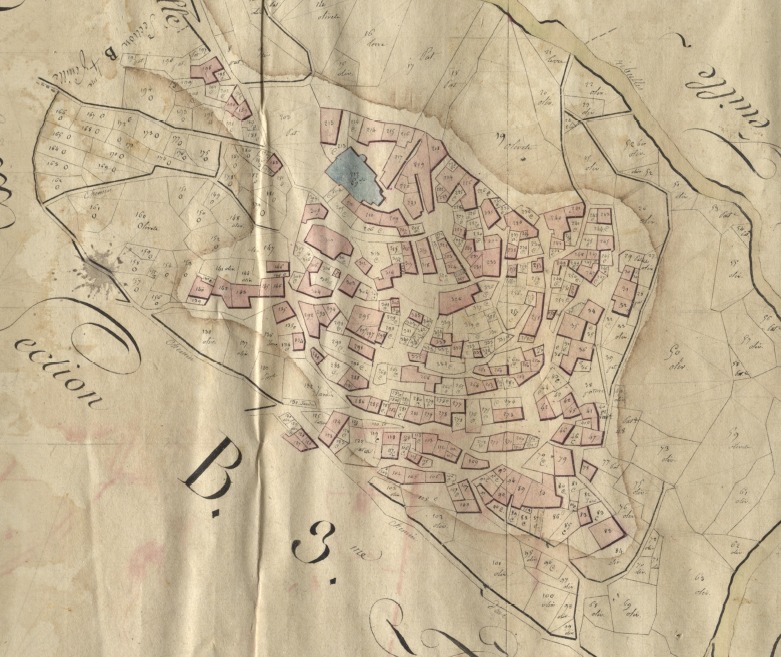
Eus en el Cadastre napoleònic del 1812 (Arxius Departamentals dels Pirineus Orientals).

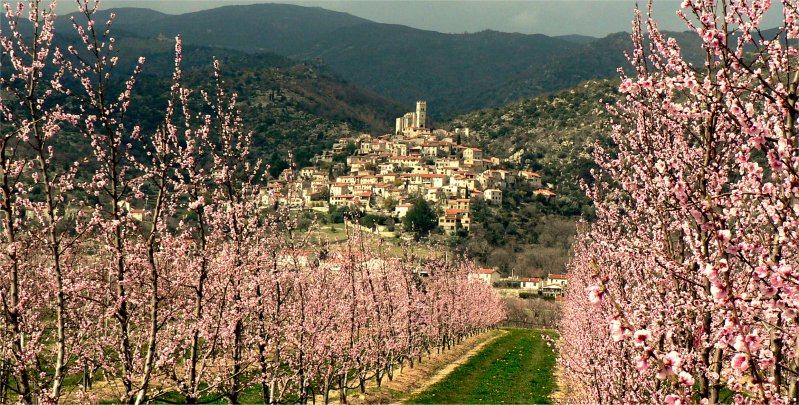
Eus

Eus està situat a la zona central de l'antic terme, separat del de Coma, que era aproximadament la meitat meridional del terme actual. És en el vessant sud-oest del turó dominat per l'església parroquial de Sant Vicenç, construïda damunt de part de les ruïnes, encara visibles i parcialment conservades, del Castell d'Eus.
El poble s'estén, esglaonat, als peus del castell i de l'església parroquial, a través d'uns carrers costeruts que uneixen el pla, on es troba el cementiri amb la vella església parroquial de Sant Vicenç i algunes dependències comunals amb el cim del turó granític coronat per l'església parroquial actual, situat un quilòmetre al nord de la Tet. La Casa del Comú és al sector nord-occidental del poble, a prop del castell i de l'església parroquial actual, al carrer de l'Ajuntament.
El nucli d'Eus és un poble molt bonic que ha conservat l'aspecte més tradicional i pintoresc del Conflent. Aquesta comuna pertany a l'associació Els pobles més bonics de França.

#### Lliscó o Cavallera
Lliscó, antigament Lluscó (villa Lusco, 863), també anomenat Cavallera en un document que delimita els termes d'Eus i de Prada (ipsa pariete qui est super Cavaleram, 1053), havia estat un lloc pertanyent a Eus. Era a la dreta de la Tet, a l'extrem sud-occidental del terme. El lloc està documentat des del 843. Se'n conserva el topònim, a través del Còrrec de Lliscó.

### Antic terme de Coma

#### El poble de Coma

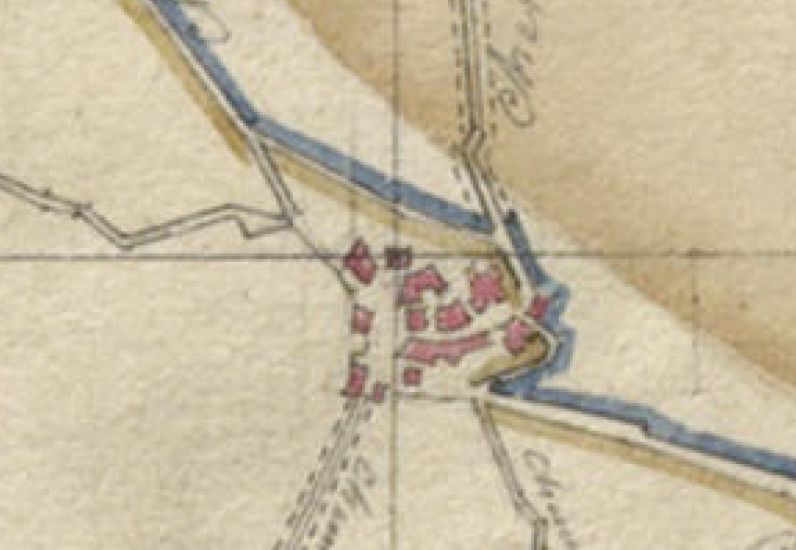
Coma en el Cadastre napoleònic del 1812 (Arxius Departamentals dels Pirineus Orientals)

D'una manera semblant a la situació geogràfica d'Eus, Coma és al centre del que havia estat la seva comuna quan era independent, que significa la meitat septentrional de la comuna conjunta actual. El poble està actualment molt desfet, i pràcticament només se’n conserva dempeus l'església, que havia estat parroquial, de Sant Esteve de Coma. El 1311 està documentat com a lloc fortificat (castrum de Coma).

#### Estanyils
L'antic lloc d'Estanyils, del qual amb prou feines es conserva actualment cap més vestigi que el topònim, era a la zona nord-est del terme, a l'est-nord-est de Coma, a l'entorn d'on ara es troba el Mas dels Estanyils, en un replà al sud-oest de la Jaça Cremada. Està documentat des del 1011 (Stagnilios), i havia tingut església parroquial, dedicada a Sant Martí, de la qual no es conserva tampoc cap element recognoscible.

### Altres llocs documentats del terme
Totes desaparegudes i sense localitzar amb precisió, en el terme actual d'Eus consten documentades d'altres localitats: Torrent (villa Torrente, 950), que fou alou de Sant Miquel de Cuixà; Costeirague, al nord del poble d'Eus (Quoddarium, 958), Entre-rius (Interrivos, 950) i Terrades (958), tots els quals també possessions de Cuixà.

### Els dòlmens d'Eus
En el terme d'Eus hi ha quatre dòlmens (dos dels quals, però, damunt del termenal amb els veïns Catllà i Molig: Dolmen de la Font de l'Orri, Dolmen del Coll del Trivi, Dolmen del Pla de les Mosqueres i Dolmen de Serra Mitjana. Llevat del darrer, que és cap a mig terme, són a la zona nord, a la serra que separa el Conflent de la Fenolleda, en una zona rica en monuments megalítics.

### Els masos del terme
El d'Eus és un terme bastant ric en construccions aïllades, tant de cortals com de masos i altres construccions rurals. D'una banda, s'hi poden trobar la Casa del Cantonyer, dos casots sense nom, el Casot de l'Argelers, el del Botet, el del Cairol (o Mas d'en Cairol), el d'en Léon (o Mas Cassolí), el d'en Vidal i el d'en Xarlet. Pel que fa a cortals, hi ha el de l'Argelers, el de l'Estevet —abans de les Cotives—, el d'en Badia —en realitat un mas—, el d'en Blasi, el d'en Cliquetó —abans de la Costaraga—, el d'en Martí, el d'en Mas (els dos darrers, en realitat també masos), el d'en Rocafort, el d'en Sabater —abans d'en Derojà—, el d'en Selva (també mas, en realitat) i el Cortal Marí, que també és un mas; molts dels cortals estan abandonats i en ruïnes: Cortal de la Pedra, de l'Argelers (diferent de l'anterior), de les Basses, del Porcell, d'en Dellac, d'en Forcó, d'en Jacobí, d'en Lacosta, d'en Pipó, d'en Raurell, d'en Valleta i d'en Viernis. Els masos són, també, abundants, a part dels ja esmentats: la Fontanella, la Lluera (abans Mas Acesat), Mas Bellver (o Forquet), Mas Blasi, Mas Bonavent, Mas Cadell, Mas Calmon (o d'en Benet), Mas Delmer, Mas Danis (abans Navarra), Mas de l'Argelers, Mas de l'Estampat, Mas d'en Badia, Mas d'en Benet, Mas d'en Foena (o Fabra), Mas d'en Gaser, Mas d'en Ginit, Mas d'en Mas (abans d'en Calvairac), Mas d'en Pagès, Mas d'en Quel, Mas d'en Romeu (o Delcassó), Mas d'en Sabater, Mas d'en Sircans, Mas d'en Vial, Mas Dorandeu (abans Solera), Mas Forquet (o d'en Barthélémy), un altre Mas Forquet, un tercer Mas Forquet (abans Vilanova), Mas Jacobí, Mas Marí, un altre Mas Marí (o Forquet), Mas Mir, Mas Nabona, Mas Oliver, Mas Ponci, Mas Puig, Mas Redondi (o Argelers), Mas Saurina, Mas Solera, Mas Tarrena, el Molí de la Pasquera, el Molí del Ferrer, el Molí d'en Silvestre i el Molí Vell (tots ells en realitat masos). Alguns, ja desapareguts, es conserven com a noms antics: Mas de l'Isern i Mas d'en Mir. D'altres estan en ruïnes: Mas Valleta (o dels Estanyils). Cal esmentar, també, entre les construccions aïllades: el Pont de Fusta, l'Auberge d'Eus i la Torre de DFCI.

### Hidrologia

#### Cursos d'aigua
La Tet és el riu que vertebra el terme d'Eus. Travessa el sector sud del terme, a prop del límit meridional, situat a la dreta d'aquest riu. La major part és a la seva esquerra, i es tracta de cinc petites valls que davallen al biaix, paral·leles de nord-oest a sud-est, fins a abocar-se en la Tet: d'oest a est, Còrrec de les Teixoneres (o de la Teuleria), una part del qual és termenal amb Catllà i una altra entra plenament dins d'aquest terme; Còrrec de la Tomasa (o de Sant Vicenç); Còrrec de Ribelles (que passa pel costat de llevant del poble d'Eus); Còrrec de Ricard; i Còrrec dels Baixos, el darrer tram termenal amb Marqueixanes.
El Còrrec de les Teixoneres (o de la Teuleria) es forma en el vessant meridional de la serreta que tanca el terme d'Eus pel seu extrem nord-oest, al sud-oest del Coll del Trivi i sota del Pla de les Mosqueres i del Prat d'en Sanç. En el seu primer tram rep el nom de Còrrec del Clot de la Batllia; quan entra en el terme de Catllà, passa a ser anomenat Còrrec de les Teixoneres; i quan torna a entrar en el d'Eus ho és com a Còrrec de la Teuleria. Poc abans d'abocar-se en la Tet, rep per la dreta el Còrrec del Figueral, el més important dels que rep.
Més a llevant es troba el Còrrec de Sant Vicenç, o de la Tomasa, que es forma a prop al sud-oest de Coma, per la unió del Còrrec dels Morts amb el Còrrec dels Tallats, que provenen del nord del terme, dels vessants sud-occidentals de l'Estanyol. En un primer tram s'anomena Còrrec del Garrigàs, nom de la zona que travessa, i quan rep per l'esquerra el Còrrec de la Font Clotada rep ja el nom de Còrrec de la Tomasa. Una mica més a llevant, de curt recorregut, hi ha el Torrent de Gató, que discorre entre el poble vell d'Eus i els seus eixamplaments moderns del costat sud-oest.
El Còrrec més rellevant de tots, però, és el de Ribelles. Ocupa una posició central, dins del terme, i passa ran dels dos nuclis de població: Coma, ja desertitzat, i Eus. Es forma al sud-est de l'Estanyol i al sud-oest de la Roca Gelera, de primer amb el Còrrec de la Font de l'Orri, que recull el del Carbasser, i el de la Font d'en Teula, que recull el de la Font del Cirer i el de la Canaleta. Quan s'uneixen aquests dos còrrecs, es forma el del Rossinyol, que rep per l'esquerra el de Mataneres i tot seguit el de la Coma d'Amunt, a partir d'on és anomenat Còrrec de Ribelles. Passa, aleshores, per l'est d'Eus i, tot seguit, s'aboca en la Tet.
Ja en el sector de llevant del terme, discorre el Còrrec de Ricard, que és format pels còrrecs del Teixonat i de Llempis (o de la Coma d'Amunt); i, ja a l'extrem oriental del tot, el Còrrec dels Baixos (o dels Bais) marca el termenal amb Marqueixanes. Abans d'aquest darrer, però, hi ha tres petits còrrecs que s'aboquen directament en la Tet: el de la Creguda, el de la Lluera i el del Vinyer. Cap d'aquests còrrecs no en rep d'altres de rellevants, ja que quasi tots els seus afluents són de curt recorregut.
Per la dreta, la Tet rep alguns afluents, tots procedents dels termes veïns, els Masos i Marqueixanes. De ponent a llevant es troben la Bassa (o Còrrec de la Bassa), amb el torrent anomenat el Lliscó, el Còrrec de les Trilles, i la Coma dels Masos.

#### Canals d'irrigació
La zona plana del sud del terme, ran de la Tet, compta amb alguns canals de rec com: l'Ambega de l'Argentiner, la del Castanyer, la de les Hortes, la de Mala Sang, la de Sant Vicenç i la de la Vila Vella, a més del Partidor de l'Aigua, el Rec de la Llosa, el del Molí, el de Marqueixanes (o Rec Vell de Marqueixanes), i el Rec Nou (o Rec Nou de Marqueixanes). Es reparteixen entre la riba dreta i l'esquerra de la Tet, a migdia del poble d'Eus.

### Orografia
Els espais geogràfics i les formes de relleu d'Eus es poden classificar en obagues: el Bac i els Bacs; boscs: el Bosc, el Bosc de l'Estaca (nom antic) i el Bosc d'en Gaser; clots: el Clot, el Clot Cabrer, el Clot de la Batllia i el Clot del Bessó; colls: Coll de la Maria, Coll de la Pastora, Coll del Trivi, Coll de Roca Gelera i els Collets; comes: la Coma d'Amunt, els Comalls, la Cometa; costes: la Costa, la Costa d'en Garriga; muntanyes: Pic de Bau, Roca Gelera; planes: el Pla, Pla de les Mosqueres, Plana dels Trulls (abans Planes dels Trulls), les Planes, els Planiols (o els Planissols); serres i serrats: els Serradets, Serra Mitjana, Serrat del Moix, Serrat del Perer, Serrat d'en Burriqueta i Serrat Mitjà.

### El terme comunal
Els indrets específics i partides del terme d'Eus són l'Ametllereda, l'Argentiner (o el Gentiner), les Artigues, els Bais (o Baixos), les Banquetes, les Basses, els Bucs, les Cabanes, el Camí de Coma, el Camí de Rogeres, el Camp del Cabrer, el Camp del Mas, el Camp del Moliner, el Camp d'en Tolrà, els Camps del Molí, els Camps del Pi, els Camps de Sant Vicenç, els Camps Grans, la Canaleta, la Carretera, el Cap del Bosc, el Cap del Terme, el Carbasser, la Clarana, la Codera, el Còrrec dels Morts, el Cortal del Porcell, el Cortal d'en Raurell,
Costaraga, les Cotives, el de Dellà, la Devesa, els Eixindris, l'Era d'en Sabater, els Estanyils, els Estanyols, la Falguerosa, les Feixes, les Ferrederes, el Figueral, la Font Clotada, la Font de l'Aixeta, la Font del Bosc (abans, del Bau), la Font de l'Om, la Font dels Germinis, la Font de Porta Pa, el Garrigàs, les Garrigoles, els Germinis, Gratallops, el Gravar, la Guardiola, les Hortes, els Horts del Cabaner, l'Illa, la Jaça, la Jaça Cremada, la Jaça Vella, les Jacetes, Laviners, el Llempis, les Llongaderes, la Lluera, la Mala Sang, Mas d'en Gustà, Mas d'en Timbres, Mataneres, el Molí, la Mollera d'en Franca, l'Oratori, les Passeres, la Pedra, Pic de Bau, Poll Colgat, el Pont de Fusta, el Pont de la Tomasa, el Prat d'en Sanç, els Prats, els Quartons, els Quers, Rabassers, Redallí, Ribelles, Ribes de Canta Cucut, Ricard, Roca Alta, abans Auta, Roca Gelera, Roc del Gat, Roc de l'Orenda, Roc del Roquet, els Rocs, les Rogeres, els Rossinyols, les Salines, Sant Vicenç, Senyal de la Carretera, Senyals dels Estanyols, el Simonet, l'En Simot, els Tallats, el Teixonat, la Teresó, les Terrades, Terra Roig, les Terres Blanques, les Terres del Tolrà, la Teuleria, els Timbaus, les Tombes, la Torrada Petita, el Torrent del Gató, els Torrents, la Trinxada, les Trilles, o Estrilles, la Vila Vella, la Vinya d'en Ginit, el Vinyer i Vinyes —o Terres— Blanques. Alguns són ja noms antics, ara en desús, com Cavallera, Entre-rius i Lliscó. Alguns són senyals termenals, com el Piló.

## Transports i comunicacions

### Carreteres
Tres són les carreteres que travessen el terme d'Eus, si bé només una passa pel cap de la comuna: la D-35 (Arboçols - N-116) a Prada, que passa pels peus del poble, però té una variant, la D-35b, que puja fins al poble mateix. Pel nord del terme comunal —sense enllaç amb Eus, però sí que en tenia amb Coma— travessa el terme eusenc la carretera D - 619 (Sant Pau de Fenollet - Prada).
D'altra banda, per l'extrem meridional del terme, a la dreta de la Tet, circula la carretera N-116 (Perpinyà - la Guingueta d'Ix), que venint de Perpinyà té forma d'autovia fins a prop de Bulaternera. No té enllaç directe amb el poble d'Eus.

### Transport públic col·lectiu
El poble d'Eus no té cap servei de transport públic habitual. Com altres pobles petits, disposa del TAD (Transport a la demanda). Tanmateix, per la zona del terme comunal situada a la dreta de la Tet, sí que circula la línia 200 (Perpinyà - Prada), que uneix les poblacions de Perpinyà, el Soler, Sant Feliu d'Avall, Sant Feliu d'Amunt, Millars, Nefiac, Illa, Bulaternera, Rodès, Vinçà, Marqueixanes, Eus i Prada. Aquesta línia ofereix cinc serveis diaris en direcció ponent, un dels quals de caràcter semidirecte, i només tres a la inversa, un dels quals també semidirecte. No circula els dies festius. Cal dir que la parada d'aquesta línia és a peu de carretera, i no entra en el poble.
Amb un traçat similar, hi ha la línia 240, que ofereix quatre serveis diaris en direcció a Perpinyà i sis cap a Prada. Com en l'altra línia, algun d'aquests serveis és semidirecte, també amb parada a Bulaternera, i tampoc no circula els dies festius.
La línia 260, també amb recorregut i característiques semblants, té dos serveis diaris en cada direcció. Circula cada dia, però el diumenge amb horaris diferents.

### Ferrocarril
Pel terme d'Eus passa la línia Perpinyà - Vilafranca de Conflent, on enllaça amb l'anomenat tren groc, de Vilafranca de Conflent a la Tor de Querol. És la línia 12 TER Llenguadoc Rosselló. Ara bé, no hi ha en aquest tram cap estació; i cal fer servir la de Prada, molt propera.

### Els camins del terme
El terme eusenc té nombrosos camins, la majoria dels quals interns: Camí de Costaraga, Camí de la Costa (o, simplement, la Costa), el de la Devesa al Vinyer, el de la Pedra, el de les Cabanes, el de les Feixes, el de les Marotxes, el de les Salines, el del Garrigàs (abans dels Serradets), el del Mas Cadell, el del Mas Danis, el del Mas dels Estanyils, el del Mas d'en Badia, el del Mas d'en Mas, el del Mas d'en Romeu, el del Mas Ponci, el del Mas Radondi, el del Mas Saurina, el del Molí Vell, el del Pla, el dels Bais (o dels Baixos), el del Simonet, el de Rebollet, el de Rogeres, el de Selvanera (o la Tira), el de Sant Jaume, el Camí Vell de Coma, la Pista de Coma, la de la Jaça Cremada, la del Cap del Bosc, la del Pic de Bou i la de Roca Gelera. Els camins que enllacen Eus amb els termes i pobles veïns són el Camí de Campossí, el de Catllà des de Coma, el de Prada, el Vell d'Arboçols, el Vell de Catllà des d'Eus, la Ruta -, la de Catllà, la de Marqueixanes, la de Sornià, la Ruta Nacional (la N - 116) i la Travessa o Camí dels Masos.

## Activitats econòmiques
L'economia d'Eus es basa en l'agricultura de regadiu: arbres fruiters i hortalisses, principalment, tot i que només unes 200 hectàrees del terme estan ocupades per aquesta activitat, amb una quarantena d'explotacions. S'hi cullen préssecs, pomes, peres i albercocs, sobretot. Hi ha una mica de vinya, la major part dedicada a vins comuns, i una mica d'horta, on es cullen sobretot escaroles. Una vintena d'hectàrees es dediquen al farratge i la pastura; hi ha un centenar de caps de bestiar oví.
Amb prou feines hi ha indústria, i està en desenvolupament el sector turístic.

## Història

### Prehistòria
Al lloc de la Pedra es va trobar un important jaciment del Neolític, tal com sembla que indica el topònim, amb importants mostres del Neolític.

### Edat mitjana
El lloc d'Eus pertanyia la primera meitat del segle ix a Berà I de Barcelona i de Rasès, però ja al segle següent va esdevenir possessió dels comtes de Cerdanya, els quals hi construïren el castell, important per la seva situació estratègica a la mateixa frontera prop dels límits del comtat pel nord, i ran de la Tet. El castell s'esmenta per primer cop el 1094 en el testament de Guillem Ramon de Cerdanya, que, entre d'altres, llega el seu castrum de Ylice al seu fill Guillem Jordà. A començaments del segle xii el castrum de Elz fou infeudat a Berenguer Arnau d'Illa, del qual s'ha conservat el jurament i l'homenatge. Durant un segle els seus descendents dominaren el lloc d'Eus, fins que Jaume I l'infeudà una altra vegada, ara a Guillem de So, a qui també atribuí els llocs d'Estavar, Èvol, Puigbalador i Saorra. Al cap de 50 anys fou Sanç I qui feu una nova atribució feudal, en aquest cas a Pere de Fenollet, els descendents del qual, els vescomtes d'Illa, en mantingueren el feu fins al segle xv. Dins d'aquest període, i en el marc del conflicte entre el rei de Mallorca i Pere III, Eus sofrí un setge important l'any 1344, conclòs amb presa del castell i saqueig de la població, per les tropes del monarca mallorquí comandades per Joan de So, vescomte d'Èvol; el vescomte d'Illa s'havia decantat per la causa de Pere III. Un any abans el castell havia estat venut a Ramon I de Perellós, avi de l'escriptor i vescomte Ramon de Perellós. El 1364 Eus obtingué un sistema d'administració municipal avançat, per a aquella època: dos cònsols s'ocupaven d'aquesta administració.

### Edat Moderna
Ja dins de l'edat moderna, Eus fou atacat l'any 1598 pels exèrcits francesos en el seu frustrat intent d'invasió del Rosselló; i encara 200 anys més tard, després de la definitiva ocupació francesa de la Catalunya del Nord, el general espanyol Antonio Ricardos atacà Eus el 1793, en el marc del conflicte bèl·lic entre França i el rei castellà anomenat Guerra Gran.

## Demografia

### Demografia antiga
La població està expressada en nombre de focs (f) o d'habitants (h)
| 42 f | 33 f | 30 f | 27 f | 24 f | 136 f | 152 f | 641 h | 138 f | 130 f |

### Demografia contemporània
| Evolució de la població |      |      |      |      |      |      |      |      |
| 1793                    | 1800 | 1806 | 1821 | 1831 | 1836 | 1841 | 1846 | 1851 |
| 517                     | 434  | 511  | 536  | 596  | 634  | 663  | 667  | 656  |

| 1856 | 1861 | 1866 | 1872 | 1876 | 1881 | 1886 | 1891 | 1896 |
| ---- | ---- | ---- | ---- | ---- | ---- | ---- | ---- | ---- |
| 630  | 631  | 691  | 696  | 690  | 656  | 598  | 568  | 593  |

| 1901 | 1906 | 1911 | 1921 | 1926 | 1931 | 1936 | 1946 | 1954 |
| ---- | ---- | ---- | ---- | ---- | ---- | ---- | ---- | ---- |
| 619  | 630  | 606  | 509  | 436  | 386  | 397  | 361  | 400  |

| 1962 | 1968 | 1975 | 1982 | 1990 | 1999 | 2005 | 2010 | 2015 |
| ---- | ---- | ---- | ---- | ---- | ---- | ---- | ---- | ---- |
| 370  | 370  | 330  | 355  | 361  | 375  | 396  | 407  | 388  |

Fonts: Ldh/EHESS/Cassini fins al 1999, després INSEE a partir deL 2004

### Evolució de la població

Població 1962-2008

## Administració i política

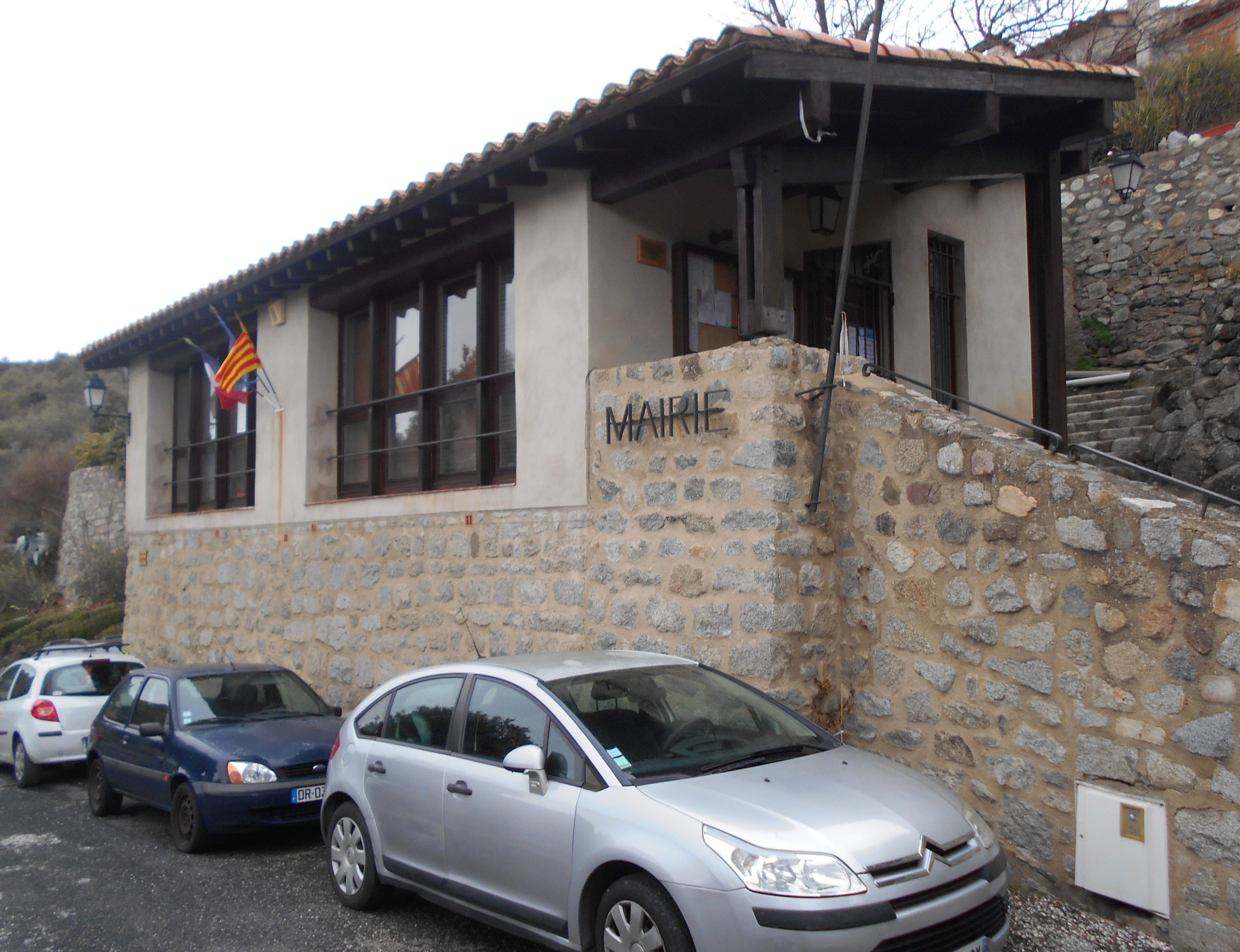
La Casa del Comú d'Eus

### Batlles
| Alcalde                 | Període                       |
| ----------------------- | ----------------------------- |
| Jacques Calmon          | 1790 - 1791                   |
| Joseph Derroja          | 1791 - 1792                   |
| François-Xavier Marens  | 1792 - 1793                   |
| Augustin Calmon         | 1793 - 1793                   |
| Jacques Carré           | 1793 - 1795                   |
| Joseph Derroja          | 1795 - 1799                   |
| Louis Masères           | 1799 - 1805                   |
| Xavier Masères          | 1805 - 1809                   |
| Joseph Derroja          | 1809 - 1816                   |
| Vincent Millet          | 1816 - 1821                   |
| Joseph Masuaute         | 1821 - 1826                   |
| Vincent Millet          | 1826 - 1830                   |
| Jacques Derroja         | 1830 - 1831                   |
| Joseph Calmon           | 1831 - 1835                   |
| Vincent Baillbé-Pla     | 1835 - 1839                   |
| Pierre Anglade          | 1839 - 1840                   |
| Augustin Dellach        | 1840 - 1841                   |
| Vincent Baillbé-Pla     | 1841 - 1843                   |
| Jean Botigna            | 1843 - 1846                   |
| Vincent Dalmer          | 1846 - 1848                   |
| Jean Fourquet           | 1848 - 1848                   |
| Jacques Derroja         | 1848 - 1855                   |
| Joseph Masuaute         | 1855 - 1860                   |
| Jean Botigna            | 1860 - 1865                   |
| Bonaventure Calmont     | 1865 - 1870                   |
| Joseph Masuaute         | 1870 - 1874                   |
| Isidore Vidal           | 1874 - 1878                   |
| Joseph Masuaute         | 1878 - 1892                   |
| François Sabater        | 1892 - 1908                   |
| Jacques Banet fils      | 1908 - 1908                   |
| Jacques Jampy           | 1908 - 1919                   |
| Vicent Timan            | 1919 - 1929                   |
| Michel Calmon           | 1929 - 1930                   |
| Joseph Bouigas          | 1930 - 1931                   |
| Vincent Calmon          | 1931 - 1935                   |
| Joseph Fourquet         | 1935 - 1944                   |
| Vincent Timan           | 1944 - 1957                   |
| Jean Calmon             | 1957 - 1983                   |
| André Brugat (DVD)      | 1983 - Març del 2008          |
| Joseph Montessino (UDI) | Març del 2008 - Moment actual |

### Legislatura 2014 - 2020

#### Batlle
- Joseph Montessino

#### Adjunt al batlle[12]
- 1r: Felip Dorandeu
- 2n: Michel Franzin

#### Consellers municipals
- Jean Argeles
- Bénédicte Charbonneau
- Nuno De Matos
- Joëlle Escoute
- Alexandre Larguier
- Laure-Hélène Lebeau
- Michel Planas
- Eve Tixador

### Adscripció cantonal

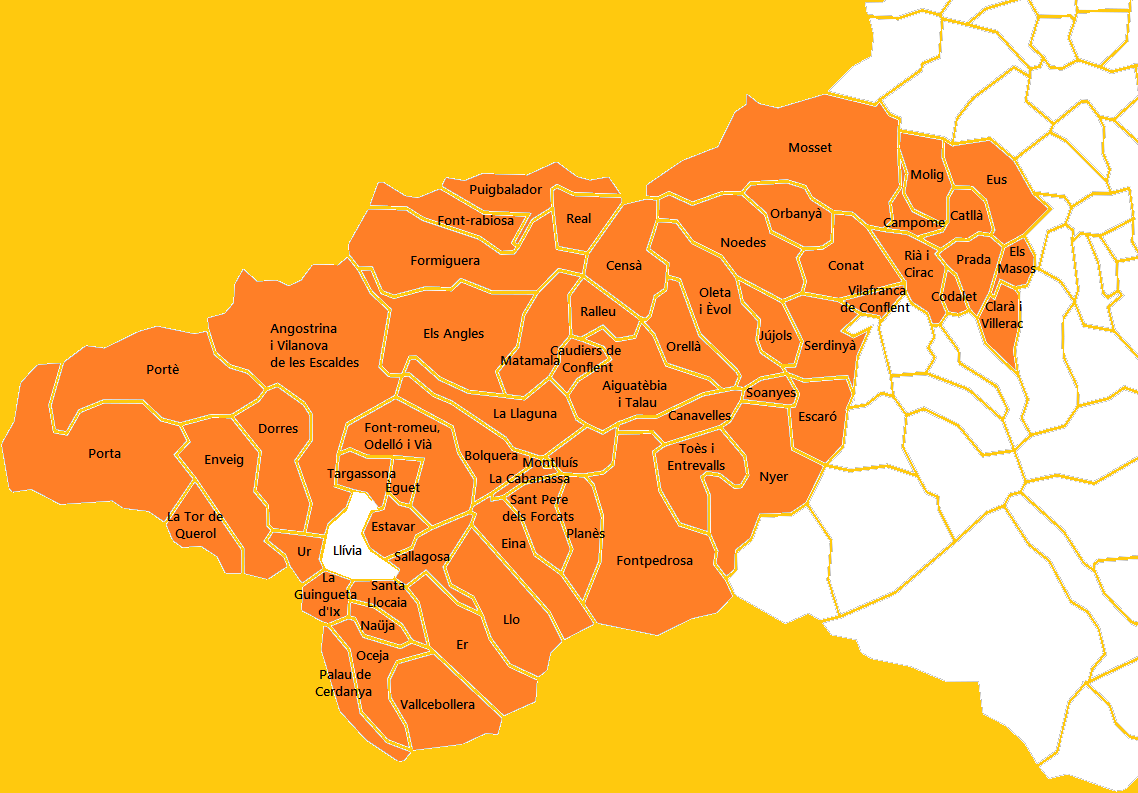
Mapa del Cantó dels Pirineus Catalans

A les eleccions cantonals del 2015, Eus ha estat inclòs en el cantó número 13, dels Pirineus Catalans, que inclou els pobles següents: Angostrina i Vilanova de les Escaldes, Bolquera, Dorres, Èguet, Eina, Enveig, Er, Estavar, Font-romeu, Odelló i Vià, la Guingueta d'Ix, Llo, Naüja, Oceja, Palau de Cerdanya, Porta, Portè, Sallagosa, Santa Llocaia, Targasona, la Tor de Querol, Ur i Vallcebollera —de la comarca de l'Alta Cerdanya—; els Angles, Font-rabiosa, Formiguera, Matamala, Puigbalador i Ral —de la comarca del Capcir—; i les viles de Montlluís, Prada i Vilafranca de Conflent i els pobles d'Aiguatèbia i Talau, la Cabanassa, Campome, Canavelles, Catllà, Caudiers de Conflent, Censà, Clarà i Villerac, Codalet, Conat, Escaró, Eus, Fontpedrosa, Jújols, la Llaguna, Els Masos, Molig, Mosset, Noedes, Nyer, Oleta i Èvol, Orbanyà, Orellà, Planès, Ralleu, Rià i Cirac, Sant Pere dels Forcats, Sautó, Serdinyà, Soanyes i Toès i Entrevalls—de la comarca del Conflent—, amb capitalitat a Prada. Són conselleres per aquest cantó Jean Castex i Hélène Josende, de la Unió de la Dreta.

### Serveis comunals mancomunats
Eus forma part de la Comunitat de comunes de Conflent - Canigó, amb capitalitat a Prada; juntament amb Prada, Arboçols, Campome, Campossí, Canavelles, Castell de Vernet, Catllà, Clarà i Villerac, Codalet, Conat, Cornellà de Conflent, Escaró, Espirà de Conflent, Estoer, Fillols, Finestret, Fontpedrosa, Fullà, Jóc, Jújols, Marqueixanes, els Masos, Mentet, Molig, Mosset, Noedes, Nyer, Oleta i Èvol, Orbanyà, Orellà, Pi de Conflent, Rià i Cirac, Rigardà, Saorra, Serdinyà, Soanyes, Sornià, Tarerac, Taurinyà, Toès i Entrevalls, Trevillac, Vallestàvia, Vallmanya, Vernet, Vilafranca de Conflent i Vinçà.

## Ensenyament i cultura
A causa del despoblament, i fins a cert punt per la proximitat de Prada, no hi ha actualment cap escola a Eus. Els infants del poble en edat escolar de maternal i primària poden anar a les escoles públiques dels pobles dels entorns: Catllà, Marqueixanes, els Masos, Prada i Vinçà; en el cas dels estudis primaris, cal afegir a la llista les privades de Prada, una de les quals la Bressola, en català. Pel que fa a secundària, poden assistir als col·legis de Prada —un de públic i un de privat— o als públics d'Estagell, Illa o Sant Pau de Fenollet. El batxillerat es pot cursar al liceu de Prada.

## Llocs i monuments
- L'antiga església romànica, petita i a la part baixa del poble.
- La nova església romànica, gran i encimbellada dalt del poble.